# Famille Labia
Pour les articles homonymes, voir Labia minor, Fausta Labia et Palais Labia.
 (juillet 2024).
La famille Labia est une famille patricienne de Venise, originaire de Florence. Gianfrancesco fut le premier à délier bourse pour la guerre de Candie.

## Personnalités

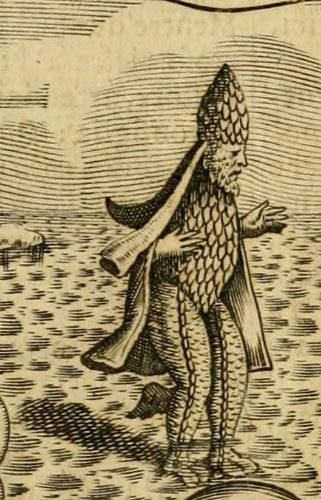
1685, Carlo Labia, Pesce in forma di vescouo, Impresse Pastorali, p12

- Carlo Labia, archevêque de Corfou, évêque d'Adria (1677-1701).

## Armes

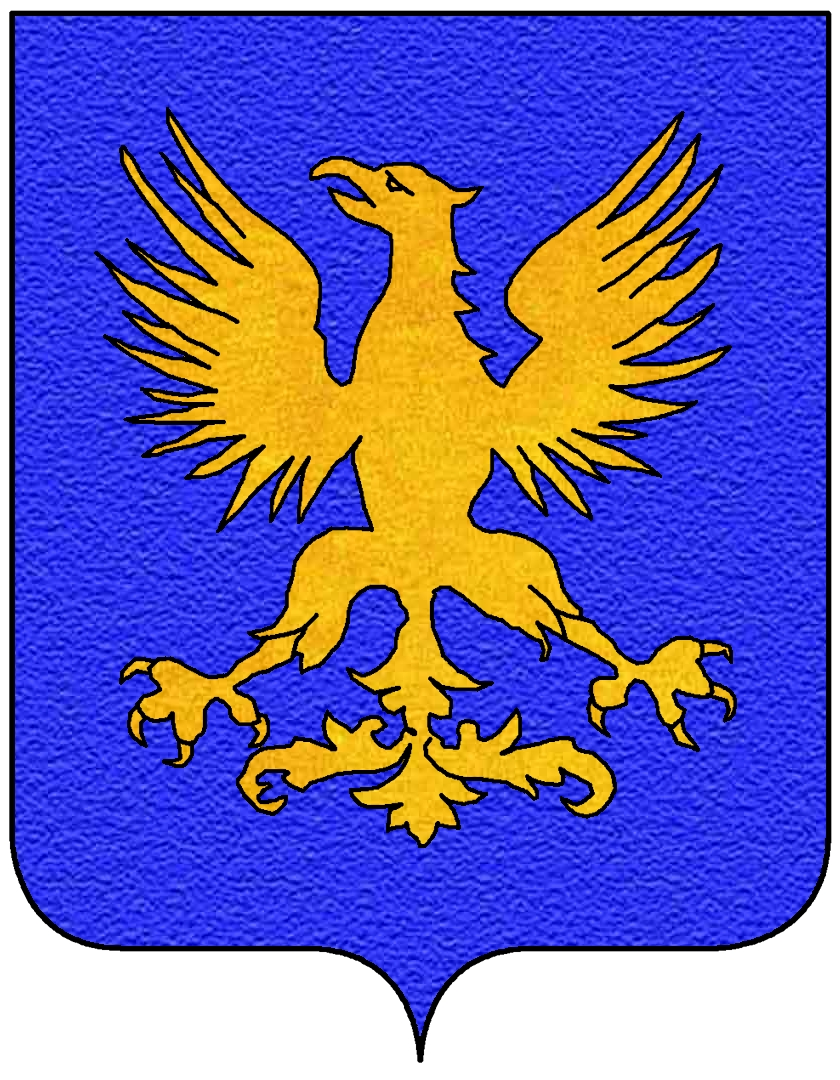
Armes des Labia.

Les armes de la famille se blasonnent ainsi d'azur à une Aigle éployée et couronnée d'or.

## Demeures

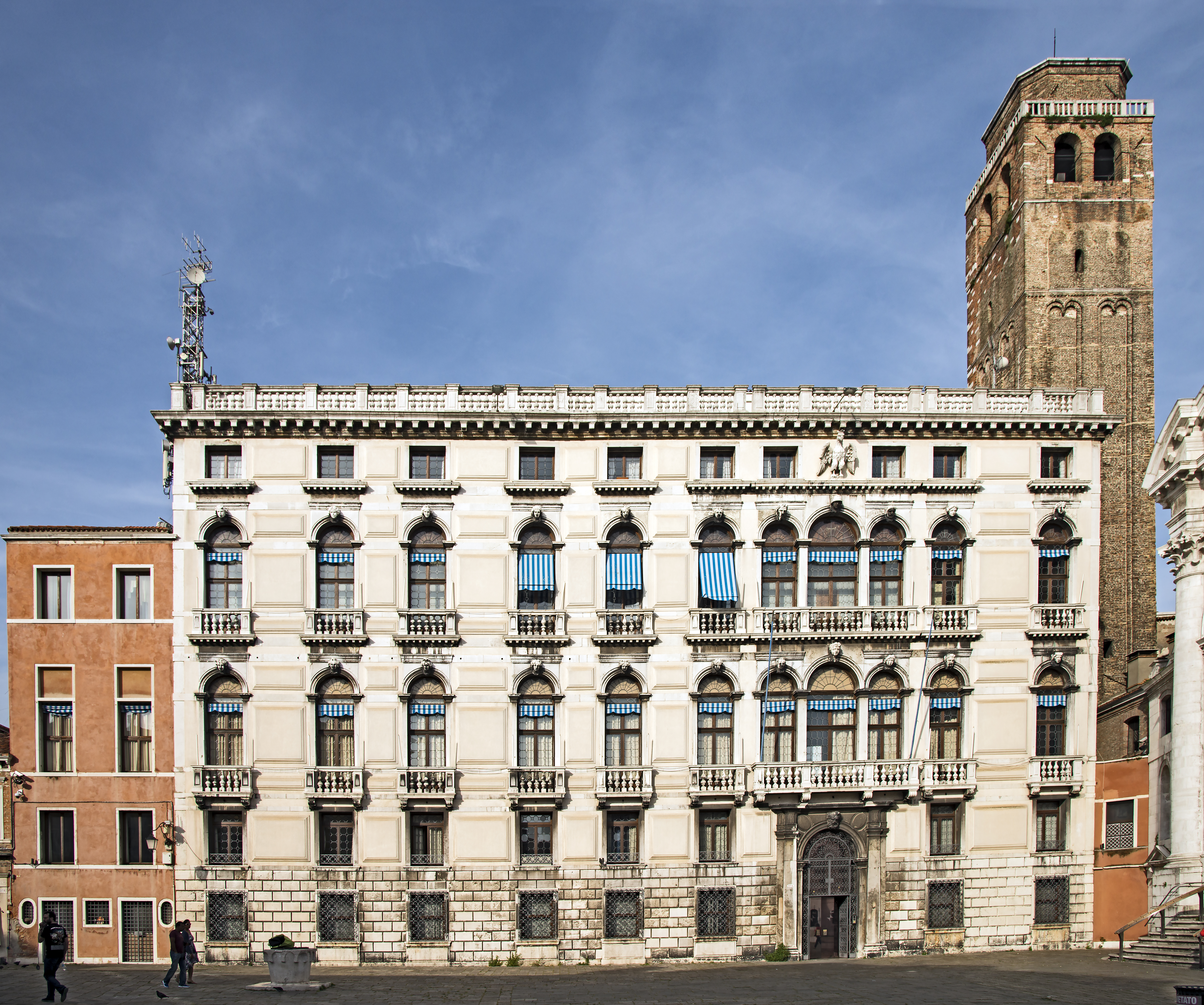
Le palais Labia

- Palais Labia